# Władimir Makogonow
Władimir Makogonow, ros. Владимир Андреевич Макогонов (ur. 27 sierpnia 1904 w Nachiczewanie, zm. 2 stycznia 1993) – azerski szachista i trener.

## Kariera szachowa
W roku 1950 otrzymał tytuł mistrza międzynarodowego, a w 1987 za osiągnięcia z przeszłości – honorowy tytuł arcymistrza. Pomimo braku spektakularnych sukcesów, był w ZSRR bardzo szanowany i ceniony jako zawodnik oraz trener. Ośmiokrotnie (w latach 1927–1947) startował w finałach mistrzostw ZSRR, dwukrotnie zajmując IV miejsca (1937, 1939). W latach 1947–1952 pięciokrotnie zdobył tytuł mistrza Azerbejdżanu. Spośród turniejowych sukcesów, do najważniejszych należą dzielone III miejsce w Leningradzie i Moskwie w roku 1939 (za Salomonem Flohrem i Samuelem Reshevskim) oraz II miejsce w Swierdłowsku w 1943 (za Michaiłem Botwinnikiem, ale przed Wasilijem Smysłowem oraz Izaakiem Bolesławskim). W 1942 rozegrał w Baku mecz z Flohrem, w którym zwyciężył 7½ – 4½. W 1945 wystąpił w drużynie ZSRR w radiowym meczu przeciwko USA (na IX szachownicy pokonał Abrahama Kupchika 1½ – ½). W latach 50. zakończył karierę zawodniczą.
Wniósł znaczny wkład w rozwój teorii szachowej. Jego nazwisko noszą warianty w obronie królewsko-indyjskiej (1.d4 Sf6 2.c4 g6 3.Sc3 Gg7 4.e4 d6 5.h3), obronie Grünfelda (1.d4 Sf6 2.c4 g6 3.Sc3 d5 4.Sf3 Gg7 5.e3 0-0 6.b4) oraz gambicie hetmańskim (wspólny system Tartakowera-Makogonowa-Bondarewskiego). Odniósł również wiele sukcesów jako trener. W roku 1957 brał udział (wraz z Władimirem Simaginem) w przygotowaniach Smysłowa do meczu o mistrzostwo świata przeciwko Botwinnikowi. Był również, za rekomendacją Botwinnika, pierwszym trenerem Garriego Kasparowa.
Według retrospektywnego systemu Chessmetrics, najwyższy ranking osiągnął w październiku 1945 r., z wynikiem 2735 punktów zajmował wówczas 7. miejsce na świecie.
Tytuł mistrza międzynarodowego otrzymał w 1950 r., natomiast w 1987 r. Międzynarodowa Federacja Szachowa przyznała mu honorowy tytuł arcymistrza za wyniki osiągnięte w przeszłości.